# Raymond Ahoua

Wappen von Raymond Ahoua

Raymond Ahoua FDP (* 1. Mai 1960 in Bonoua) ist Bischof von Grand-Bassam.

## Leben
Raymond Ahoua trat der Ordensgemeinschaft der Söhne der göttlichen Vorsehung bei, legte die Profess am 6. Januar 1990 ab und empfing am 14. Juli 1990 die Priesterweihe. Papst Benedikt XVI. ernannte ihn am 27. März 2010 zum Bischof von Grand-Bassam.
Der Apostolische Nuntius in der Elfenbeinküste, Ambrose Madtha, weihte ihn am 4. Juli desselben Jahres zum Bischof; Mitkonsekratoren waren Paul Dacoury-Tabley, Altbischof von Grand-Bassam, und Giovanni D’Ercole FDP, Weihbischof in L’Aquila.